# イギリス海外派遣軍 (第二次世界大戦)
第二次世界大戦におけるイギリス海外派遣軍（イギリスかいがいはけんぐん、British Expeditionary Force、BEF）は、第二次世界大戦時にイギリス陸軍が編成した組織。1939年に編成され、ヨーロッパ大陸へ派遣されており、西部戦線においてドイツ国防軍と戦闘を行なった。1940年のドイツ軍の西方電撃戦に伴い敗退し、イギリス本土への撤退により再編・廃止された。

## 概要
イギリスは戦時に際し、ヨーロッパ大陸への兵力派遣構想を有していた。1939年9月1日にドイツ軍のポーランド侵攻により第二次世界大戦が勃発すると、第6代ゴート子爵ジョン・ヴェレカー大将を司令官とするイギリス海外派遣軍(BEF)を編成、フランスへの兵力派遣を開始した。指揮権は協定上フランス軍隷下であった。部隊は10月より北フランスへの展開を行なっている。まやかし戦争の間は、三個軍団をフランスに展開したが戦闘は無い状態であった。
1940年5月にドイツ軍のベルギー・フランス侵攻が開始されると、BEFはベルギーへも展開したが、ドイツ軍に敗退、主力はダンケルクで包囲されるに至った。ダイナモ作戦により、BEFは重火器のほとんどを失ったものの、人員のイギリス本土への撤退には成功した。
ダンケルクで包囲されなかった部隊や後方部隊は、その後もフランス領内で行動し、続くサイクル作戦、エアリアル作戦で6月中にイギリス本土へ撤退した。これにより、ヨーロッパ大陸へ派遣されたイギリス兵力は消滅し、BEFは廃止されることとなった。